# Hormesis
Hormesis (från grekiska hórmēsis ”snabb rörelse”) är ett samlingsnamn på en rad biologiska processer som startas då en organism utsätts för en eller flera skadliga ämnen (så som toxiner, gifter och radioaktiva ämnen) i en smärre koncentration. Istället för att ha en negativ effekt på cellen eller organismen beskrivs de ha en positiv effekt för denna. Effekten har omnämnts sedan 1880-talet, men benämningen ”hormesis” introducerades 1943 av Chester Southam och John Ehrlich.
Effekten beskrivs som kontroversiell och har kritiserats i många naturvetenskapliga artiklar.